# Pejorativum
Pejorativum (Plural: Pejorativa) oder Pejorativ (Plural: Pejorative) (zu lateinisch peior, Komparativ von malus „schlecht“) wird in der Sprachwissenschaft, namentlich in der Semantik, ein sprachlicher Ausdruck dann genannt, wenn er das mit ihm Bezeichnete „implizit abwertet“. Ein Pejorativum ist demnach keine grammatikalische Wortart, sondern deutet auf die Absicht des Sprechers hin, mit einem solchen Ausdruck etwas oder jemanden bewusst schlechter (negativ) darzustellen. Hinsichtlich der Wortbildung sind Pejorativa oftmals durch bestimmte Vor- oder Nachsilben gekennzeichnet. Ausdrückliche Pejorativa sind Schimpfwörter; dem Pejorativum ähnlich ist der Dysphemismus. In der Literatur werden Pejorativa häufig zur Bewertung von Verhalten oder Intellekt der Figuren herangezogen, wie Pintaric am Beispiel einer kroatischen Novellensammlung belegt. Pejorativa seien zugleich Metaphern und Werturteile; ihnen käme eine emotionalisierende Funktion zu, indem sie zur Beleidigung verwendet werden. Um das Maß ihrer Wirkung zu beurteilen, ist es erforderlich, den situativen Kontext zu berücksichtigen.
Pejorativ ist das zugehörige Adjektiv und bedeutet „abfällig“ oder „abwertend“.
Pejorisierung oder Pejoration ist die Bedeutungsverschlechterung eines positiven oder neutralen sprachlichen Ausdrucks im Zuge des Bedeutungswandels (im Gegensatz zur Bedeutungsverbesserung, der Meliorisierung oder Melioration). Beide Wandlungsprozesse basieren nicht auf individuellen Wertungen, sondern auf sozialen Wertungsveränderungen, die sich in der Bedeutungsveränderung widerspiegeln. Das sprachgeschichtliche Paradebeispiel für den historischen Prozess der Bedeutungsverschlechterung ist die Abwertung der Frauenbezeichnungen „Magd“, „Weib“, „Dirne“, „Mamsell“, „Frauenzimmer“ usw., in der sich der geringe soziale Status weiblicher Personen und frauenabwertende soziale Einstellungsmuster (Misogynie) widerspiegeln.

## Pejorativa

### Arten und Bildung von Pejorativa
Als Pejorativa können an sich wertneutrale oder gar positiv konnotierte Wörter fungieren. Solche Ausdrücke haben nur dann eine pejorative Funktion, wenn es vom Sprecher ausdrücklich so gewünscht wird und er bewusst die entsprechende Wortwahl trifft. So bekommt das neutrale Wort „Schuppen“ für ein Gebäude eine abwertende Funktion, wenn etwa ein Tanzlokal damit bezeichnet wird. Das an sich positive Wort „talentiert“ wird zu einem Pejorativ, wenn man eine tatsächlich hochbegabte Person herabmindernd als bloß „talentiert“ bezeichnet. Die Einstufung „vornehmes Restaurant“ vermittelt Kultur und Atmosphäre, während die Benennung desselben Etablissements als „teurer Laden“ aufgrund der Betonung des profan-kommerziellen Aspekts geringschätzig wirkt. Die Bezeichnung „Naturvolk“ wird abwertend, wenn sie, wie in der frühen Völkerkunde geschehen, als gegensätzlicher Begriff (Dichotomie) zu „Kulturvolk“ verwendet wird und somit impliziert, die einen hätten Kultur und die anderen nicht.
Ein Teil der an sich wertneutralen Ausdrücke sind solche, die in bildhafter Weise die Merkmale oder das Verhalten eines Menschen ins Lächerliche oder Krankhafte, ins Fäkalische, Tierische oder in einen ähnlichen Bereich ziehen. Beispiele sind etwa „Logorrhoe“ für Redseligkeit, „Schlafmütze“ für eine Person mit langsamem Verhalten, „Sau“, „Affe“, „Esel“ als tierische Vergleiche. Solche (nicht nur auf Menschen bezogene) Zuschreibungen können sich im Laufe der Zeit verselbständigen und entweder mit vorrangig abwertender Bedeutung oder gar als Schimpfwörter im Wortschatz verfestigen (Lexikalisierung). Beispiele solcher Wörter, bei denen die pejorative Funktion im Vordergrund steht und die ursprüngliche, „eigentliche“ Bedeutung zurücksteht, sind etwa „Bande“, „Köter“ und „plärren“.
Zu dieser Gruppe von Ausdrücken, die schon von vornherein als negativ empfunden und als abwertendes Vokabular gekennzeichnet sind, gehören besonders auch diejenigen Wörter, die mittels Wortbildungsprozessen aus wertneutralen oder positiv konnotierten Wörtern neu entstanden sind. Dazu zählen
- Ableitungen mithilfe pejorativer Vor- und Nachsilben (vgl. Pejorativsuffix); im Deutschen gibt es allerdings wenige eindeutige Beispiele hierfür, so etwa „Gesinge“, „Gerede“ und „Getue“.
- Komposition: z. B. Deonymisierungen, also Bildungen mit Personennamen wie „-hans(el)“, „-fritz“ und „-suse“ („Polithansel“, „Pressefritze“, „Heulsuse“).

### Pejorativ, Dysphemismus und Schimpfwort
Die drei Begriffe „Pejorativ“, „Dysphemismus“ und „Schimpfwort“ werden zuweilen synonym gebraucht, da sich ihre Bedeutungen überlagern. Während sich jedoch „Pejorativ“ eher auf die Semantik und Wortbildung bezieht, steht bei einem „Dysphemismus“ der pragmatische Aspekt, also die Sichtweise in Bezug auf das sprachliche Handeln, mithin der Akt des Abwertens selbst im Vordergrund. Und alle Schimpfwörter sind Pejorative, doch nicht alle Pejorative sind auch Schimpfwörter.
Dysphemismen und Schimpfwörter unterscheiden sich etwa darin, dass Schimpfwörter sich in erster Linie auf Menschen beziehen, Dysphemismen jedoch auch auf Dinge, Ereignisse und Zustände. Zudem können – im Gegensatz zu eindeutigen Schimpfwörtern – andere pejorativ verwendete Ausdrücke zugleich scherzhaften Charakter haben (s. etwa obiges Beispiel „Schuppen“), sodass damit ein Teil der mit dem Wort ausgedrückten Abwertung im selben Augenblick wieder zurückgenommen wird. Im Falle von Schimpfwörtern kann dies nur gelegentlich mit der Verwendung einer Verkleinerungsform (Diminutiv) bewerkstelligt werden (beispielsweise „Schweinderl“, „Schweinchen“, „Ferkelchen“ statt „Schwein“ bzw. „Ferkel“).
Das Volk der Chiriguano wurde abwertend so von den Quechua-Ethnien bezeichnet, was so viel wie etwa „kalter Mist“ bedeutet.

## Pejorisierung (Pejoration, Bedeutungsverschlechterung)
Pejorisierung, Pejoration oder Bedeutungsverschlechterung ist die sprachgeschichtliche Veränderung eines zuvor positiven oder neutralen sprachlichen Ausdrucks in Richtung einer qualitativ negativen Bewertung. Pejorisierung gehört in der Sprachwissenschaft zu den etablierten Typen des Bedeutungswandels. Sie beschreibt das Gegenteil einer Bedeutungsverbesserung (Meliorisierung bzw. Melioration). Bedeutungsverbesserung und Bedeutungsverschlechterung basieren nicht auf individuellen Wertungen, sondern auf sozialen Wertungsveränderungen, die sich sprachlich in der qualitativen Auf- und Abwertung widerspiegeln.

### Beispiele

#### Bedeutungsverschlechterung von Frauenbezeichnungen
In sprachgeschichtlichen Einführungen in den Bedeutungswandel dient der historische Prozess der Bedeutungsverschlechterung von Frauenbezeichnungen als Paradebeispiel für Pejorisierung („Magd“, „Weib“, „Dirne“, „Mamsell“, „Frauenzimmer“ usw.). Er ist in vielen Sprachen beobachtbar. Dabei erweist sich die historische Bedeutungsveränderung von Frauen- und Männerbezeichnungen als asymmetrisch. Während Frauenbezeichnungen eine Abwertung erfahren, ist dies bei Männerbezeichnungen nicht der Fall. Begründungen hierfür wurden lange nicht gesucht oder blieben wissenschaftlich inkonsistent.
Sprachgeschichtlich lassen sich bei der Entwicklung drei Pfade der negativen Qualitätsveränderung von Frauenbezeichnungen erkennen:
1. Soziale Degradierung oder Deklassierung
2. Funktionalisierung, besonders im niederen Dienstleistungsbereich
3. Biologisierung und Sexualisierung[7]

Die Untersuchung historischer Wörterbücher vom 15. bis 19. Jahrhundert zeigt, dass Frauenbezeichnungen zu 72,5 Prozent über negative Qualitäten beschrieben werden. Im Gegensatz dazu werden Männerbezeichnungen zu 75 Prozent über positive Qualitäten beschrieben.
Sprachgeschichtliche Untersuchungen zeigen heute, dass die Bedeutungsverschlechterungen von Frauenbezeichnungen „direkt den historisch geringen Status der Frau, ihre niedrige gesellschaftliche Stellung und Wertschätzung reflektieren“. Wie andere semantische Entwicklungen auch sind diese Bedeutungsverschlechterungen „ein Spiegel kulturhistorischer Realitäten“ und der darin eingelagerten frauenabwertenden Realitäten, Werte und Einstellungsmuster einer Gesellschaft (Misogynie).
| Beispiele für den historischen Prozess der Bedeutungsverschlechterung von deutschen Frauenbezeichnungen (inkl. Einordnung Qualitätsveränderung): | Beispiele für den historischen Prozess der Bedeutungsverschlechterung von deutschen Frauenbezeichnungen (inkl. Einordnung Qualitätsveränderung): | Beispiele für den historischen Prozess der Bedeutungsverschlechterung von deutschen Frauenbezeichnungen (inkl. Einordnung Qualitätsveränderung):                                                                    |
| Althochdeutsch | Mittelhochdeutsch | Neuhochdeutsch |
| --- | --- | --- |
| wīb: (Ehe-)Frau | wîp: (Ehe-)Frau | Weib: 1. Frau (veraltend) 2. liederliche Frau (Schimpfwort) (soziale Degradierung) 3. „[junge] Frau als Gegenstand sexueller Begierde, als [potenzielle] Geschlechtspartnerin“ (umgangssprachlich) (Sexualisierung) |
| frouwa: Herrin, adlige Frau | vrouwe: verheiratete, sozial hochstehende Frau                                                                                                   | Frau: Ehefrau (ehebezogen einordnende Funktionalisierung); Frau (soziale Abwertung) |
| frouwelīn: junge Herrin, Gebieterin, Dame, Frau von Stand                                                                                        | vröu(we)lîn: Mädchen niederen Standes (soziale Degradierung); feile Dirne, Hure (Sexualisierung)                                                 | Fräulein: unverheiratete Frau (ehebezogen einordnende Funktionalisierung); auch Kellnerin / Bedienung (Funktionalisierung); später Wegfall von Fräulein (ab etwa 1975 durch feministische Sprachkritik)             |
| magad: junge, unverheiratete Frau (Jungfrau Maria)                                                                                               | maget: junge, unverheiratete Frau (Jungfrau Maria)                                                                                               | Magd: Haus-/Hofangestellte für grobe, einfache Arbeiten (Funktionalisierung) |
| diorna: junges Mädchen | dierne: junge Dienerin, Magd (Funktionalisierung)                                                                                                | Dirne: Prostituierte (ab 16. Jh.) (Sexualisierung) |
| mademoiselle (neufranzösisch): hohe, ehrwürdige, junge unverheiratete Frau mam'selle (neufranzösisch): umgangssprachlich für mademoiselle        | Mademoiselle (frühneuhochdeutsch): hochstehende junge Frau                                                                                       | Mademoiselle: hochstehende junge Frau Mamsell: 1. einfache Küchenangestellte (soziale Degradierung) 2. Prostituierte (Sexualisierung)                                                                               |

Beispiele für die Asymmetrie des Bedeutungswandels von Frauen- und Männerbezeichnungen: Sekretär vs. Sekretärin, Gouverneur vs. Gouvernante, Friseur vs. Friseuse, Masseur vs. Masseuse.

#### Weitere Beispiele
- Soziale Rollen:
  - Pfaffe (zu Pfarrer) war im Mittelhochdeutschen eine wertfreie Bezeichnung für Priester. Ähnlich auch: Pope aus russisch-orthodoxem Ursprung.
  - Regime, früher allgemein eine Bezeichnung für eine Regierung oder eine Regierungsform, ist heute im Sprachgebrauch der Ausdruck für eine nicht durch die Bevölkerung legitimierte „Regierungskaste“; entstand aus dem nachrevolutionären Ausdruck Ancien Régime.
  - Gemein: Früher wurde der Begriff im Sinne von „gewöhnlich“ verwandt, wie man heute noch in Begriffen wie „Gemeines Volk“, „Allgemeinheit“, gemeinsam sehen kann. Heute wird das Wort synonym für „niederträchtig“ oder „böswillig“ verwendet.
  - Blöd bedeutete früher gebrechlich, schwach oder zart.
- Ethnophaulismen (Pejorative Ethnonyme) und andere Volksgruppenbezeichnungen:
  - Mohammedaner, ursprünglich wertfreie Bezeichnung für die Anhänger der Lehre Mohammeds. Seit der Verdrängung durch das Wort Moslem bzw. Muslim hat sie jedoch einen zumeist abwertenden oder ablehnenden Charakter angenommen. Das ältere Muselmann ist ebenfalls pejorativ. Bevorzugt als Selbstbezeichnung wird heutzutage der Begriff Muslim verwendet.
  - Sekte, früher allgemein für eine religiöse Minderheit; im Endbericht der Enquête-Kommission Sogenannte Sekten und Psychogruppen wird empfohlen, diesen Begriff im Umgang mit neureligiösen Bewegungen nicht mehr zu verwenden, da er historisch zu sehr belastet ist.
- Wirtschaftlich-soziale Begriffe:
  - Billig, früher mit der Bedeutung von gerecht eher positiv besetzt (vgl. billigen: „gutheißen“, oder die Wendung „Das ist nur recht und billig“), also beispielsweise für einen Preis, der als gerecht empfunden wurde und nicht eines Handels bedarf, in der Rechtssprache noch heute in diesem Sinne gebraucht (vgl. Billigkeit). Mit der Industrialisierung wurden dann häufig minderwertige und kurzlebige Artikel zu billigen (gerechten) Preisen angeboten und auch so beworben, wodurch billig eine negative Wertung bekam – und später durch preiswert ersetzt wurde.
  - Moneten (lat. moneta: „Münzgeld“) fungiert im Deutschen heute umgangssprachlich als Bezeichnung für Geld im Sinne eines Zieles krimineller Handlungen. Der lateinische Ursprung ist jedoch wertfrei erhalten im Wort monetär.
- Bezüge zur Körperlichkeit:
  - ficken, ursprüngliche Bedeutung: hin und her bewegen, reiben.
  - Kot, ursprünglich schlicht Synonym zu „Lehm“, „Schmutz“ (vgl. Kotflügel), heute mit der Bedeutung Fäkalie.
  - Visage, aus dem Französischen übernommen, dort völlig neutral für ‚Gesicht‘ (ursprüngliche Verwendung erhalten bei Visagist), in der deutschen Umgangssprache heutzutage abwertend gebraucht.
- Sonstiges:
  - Gift, ursprünglich ein Femininum und synonym zu „Gabe“, „Geschenk“ (vgl. Mitgift oder niederländisch bzw. englisch gift) wurde schon im Althochdeutschen (etwa bei Notker) euphemistisch für „tödliche Gabe“ verwendet. Bis ins 18. Jahrhundert existierten beide Bedeutungen parallel, wobei sich das Genus für die Bedeutung „schädlicher Stoff“ im 15. und 16. Jahrhundert über Maskulinum zu Neutrum wandelte. Ausgangspunkt der Pejoration war hier die euphemistische Verwendung des Begriffes. Er nimmt schließlich die Bedeutung dessen an, was er eigentlich verhüllen sollte. Eine gleichartige Entwicklung des Giftbegriffes zeigt auch die Etymologie von französisch poison (zugleich auch Ursprung von englisch poison), das von lat. potio: Trunk, Getränk, abgeleitet ist.